# Урали
Урали (рос. Уралы) — село у Великоуківському районі Омської області Російської Федерації.
Муніципальне утворення — Уралинське сільське поселення. Населення становить 299 осіб.

## Історія
Згідно із законом від 30 липня 2004 року входить до складу муніципального утворення Уралинське сільське поселення.

## Населення
| 1926 | 2010 | 2011 | 2012 | 2013 | 2014 | 2015 |
| ---- | ---- | ---- | ---- | ---- | ---- | ---- |
| 842  | ↘350 | ↘349 | ↘348 | ↗352 | ↘343 | ↘338 |
| 2016 | 2017 |      |      |      |      |      |
| ↘326 | ↘317 |      |      |      |      |      |